# Posto di movimento

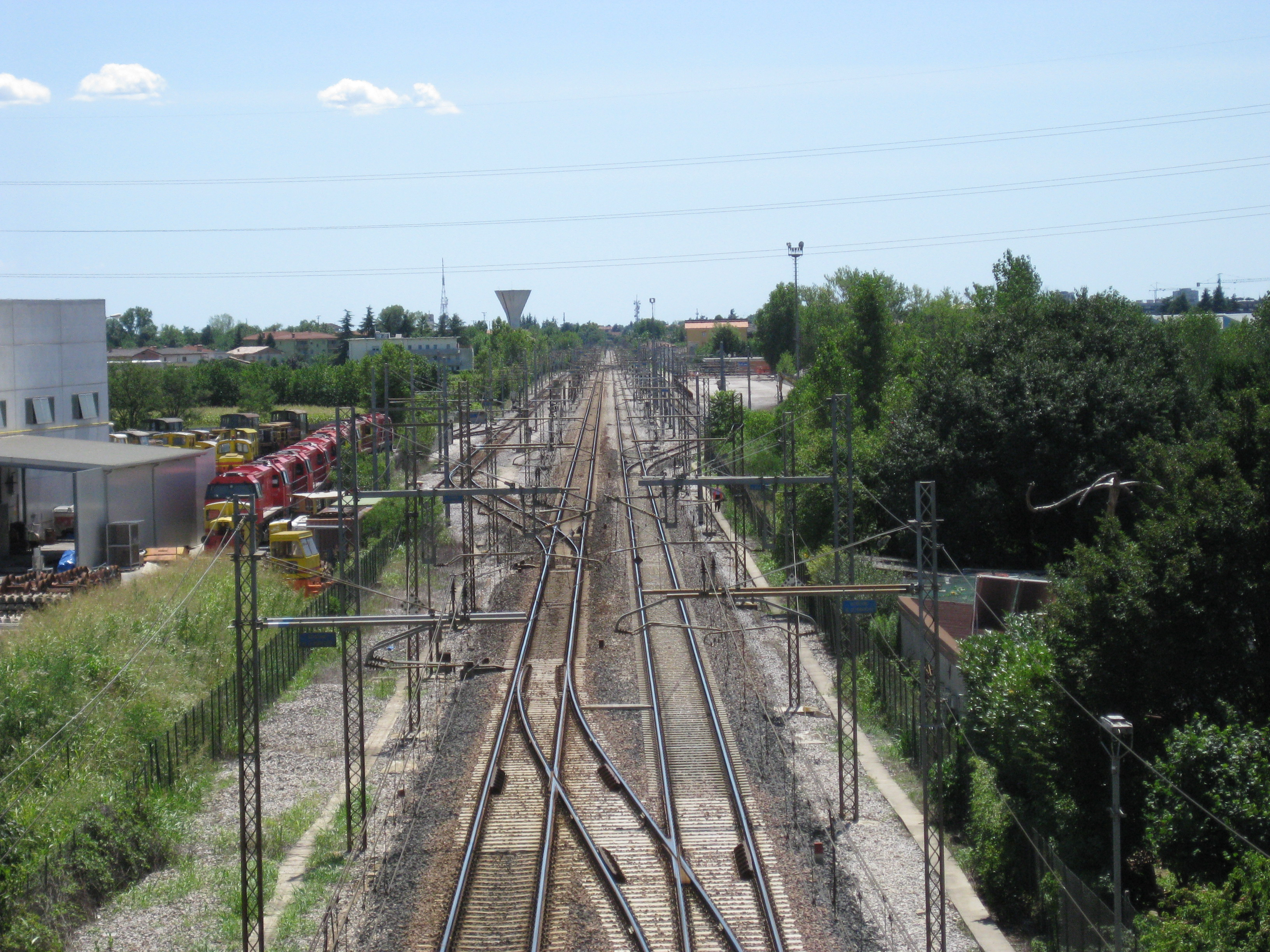
Posto di movimento Vat (Udine)

Il posto di movimento (abbreviato PM) è una località di servizio che espleta solo funzioni connesse alla circolazione dei treni e che non effettua servizio viaggiatori e/o merci. Un posto di movimento può essere presenziato da un Dirigente Movimento, da un deviatore (in tal caso svolge solamente funzione di distanziamento ma non permette precedenze o incroci) o essere impresenziato: in tal caso viene esercito o in auto-comando o in telecomando. Può trovarsi tanto su linee a doppio binario quanto su quelle a semplice.
Diversamente da una stazione adibita a servizio pubblico, a cui viene generalmente assegnato il nome delle località servite, un posto di movimento può anche assumere il nome corrispondente alla progressiva chilometrica corrispondente all'asse del fabbricato (qualora questo sia presente) che ospita gli impianti atti alla gestione della circolazione, come ad esempio il PM km 5+420 sulle linee ferroviarie Treviglio-Cremona e Brescia-Cremona o il PM km 11+959 - corrispondente all'ex stazione di Airole - sulla linea ferroviaria Cuneo-Ventimiglia.

## Funzioni e caratteristiche
Un posto di movimento, in tutto e per tutto stazione ferroviaria, è composto da soli fabbricati di servizio al cui interno si trovano gli impianti che sovrintendono alla manovra dei deviatoi e dei segnali e degli eventuali passaggi a livello, mancando di strutture solitamente dedicate al servizio viaggiatori quali banchine, tettoie o lo stesso fabbricato viaggiatori. Hanno generalmente doppio segnalamento di protezione e partenza.
Le funzioni di un posto di movimento sono quelle di consentire incroci e precedenze o di permettere il ricovero di treni cantiere e mezzi d'opera per la manutenzione della linea. Per questo motivo la sua ubicazione è normalmente individuata in posizione intermedia tra due località di servizio molto distanti tra loro in modo da aumentare le potenzialità di una linea ferroviaria in termini di tracce orarie disponibili.

## Tipologie particolari
Associabili ai posti di movimento per funzioni sono i posti di passaggio tra il doppio e il semplice binario e i posti di comunicazione. Essi tuttavia generalmente non sono dotati di segnalamento di partenza, al contrario di stazioni adibite al servizio viaggiatori o merci.

### Posto di passaggio

Piano schematico del posto provvisorio di movimento (designato come posto di passaggio) sito al chilometro 49+922 della ferrovia Roma-Cassino-Napoli

Il posto di passaggio fra il doppio e il semplice binario (PP) è una particolare forma di posto di movimento ove avviene il passaggio da doppio a semplice binario. Esso è tendenzialmente temporaneo in quanto generalmente connesso alle varie fasi di raddoppio di una linea ferroviaria anche se esistono casi di posti di passaggio che sono rimasti in esercizio per parecchi anni a causa dell'allungamento dei tempi relativi al completamento del raddoppio stesso (come ad esempio l'ex PP San Lorenzo, sulla ferrovia Genova-Ventimiglia, attivo per ben 17 anni prima del proseguimento del raddoppio del 2016).

### Posto di comunicazione

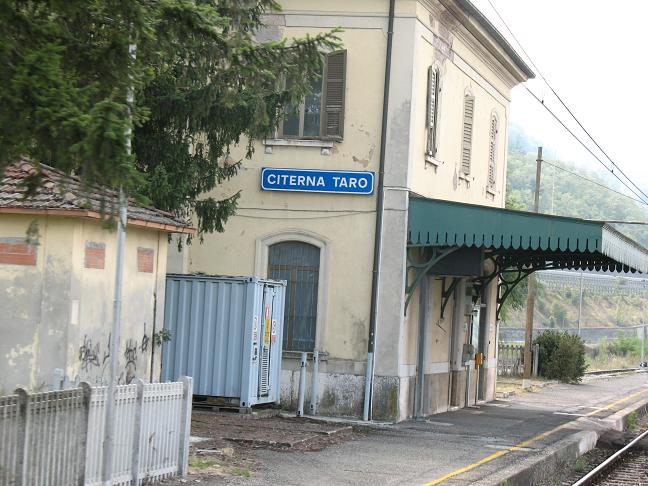
La stazione di Citerna Taro, posta sulla ferrovia Pontremolese, dal 2014 posto di comunicazione in occasione dei lavori di raddoppio della linea

Il posto di comunicazione (PC) è una località di servizio, posta esclusivamente su linee a doppio binario banalizzato (ognuno dei due binari è attrezzato per essere percorso in entrambi i sensi di marcia) e dotata di sole comunicazioni (due deviatoi paralleli comunicanti tra loro) che permettono il passaggio dei convogli tra i due binari della stessa linea (dal binario pari a quello dispari o viceversa). Non sono presenti, quindi, altri binari di circolazione o secondari.